# کانگ سونگ یون (بازیگر)
کانگ سونگ یون (کره‌ای: 강성연؛ زادهٔ ۲۱ ژوئیه ۱۹۷۶) بازیگر اهل کره جنوبی است. کانگ حرفه بازیگری خود را در سال ۱۹۹۶ از طریق طریق جذب باز نیروی کار ام‌بی‌سی آغاز کرد. بااینکه حرفه اصلی او بازیگری بود، او در چندین تک‌آهنگ موسیقی متن همکاری کرده‌است و دو آلبوم در سال‌های ۲۰۰۱–۲۰۰۲ تحت نام هنری بوبو منتشر کرد. سپس در سال ۲۰۰۵، او به خاطر ایفای نقش در فیلم تاریخی پادشاه و دلقک به شهرت رسید. کانگ در مجموعه‌های تلویزیونی مانند بیا ازدواج کنیم (۲۰۰۵)، مادر عاقل جدید، همسر خوب (۲۰۰۷)، پدر مجرد عاشق (۲۰۰۸)، تازا (۲۰۰۸) و بازگشت همسر (۲۰۰۹) ایفای نقش کرده‌است. از سال ۲۰۱۲ تا ۲۰۱۴، او مجری یک برنامه شعرخوانی در ئی‌بی‌اس رادیو بود.

## زندگی شخصی
کانگ سونگ یون در ۶ ژانویه ۲۰۱۲ با پیانیست جاز کیم کا اون ازدواج کرد. کانگ در ژوئیه ۲۰۱۴ اعلام کرد که باردار است.